# Blasphémateur ! Les Prisons d'Allah
Blasphémateur ! Les Prisons d'Allah est un livre autobiographique de Waleed Al-Husseini, critiquant également l'islam fondamentaliste, paru en 2015.

## Description
Il y décrit sa jeunesse en Cisjordanie, sa prise de position en tant que blogueur athée et critique de la religion, son arrestation par les autorités palestiniennes, puis sa fuite vers la France. 
Al-Husseini y aborde des questions concernant les interprétations extrémistes de la religion au sein de l'islam et explique pourquoi il défend la liberté d'expression. Il pense qu'il est essentiel que l'on puisse critiquer des idées religieuses sans être accusé de racisme, dans un but de défense des principes de la laïcité,,,.
Le livre est publié en France en janvier 2015, juste après l'attentat contre Charlie Hebdo et la prise d'otages au magasin juif Hyper Cacher. Du fait qu'il aborde un sujet dans une France confrontée aux dangers du terrorisme islamiste, il est médiatisé, plusieurs articles de la presse nationale paraissant à propos d'Al-Husseini et de son livre. Sont aussi publiées des tribunes par Al-Husseini notamment dans Libération, tandis que sont diffusées des interviews télévisées de l'auteur, réfugié en France pour ses opinions critiques de la religion,.